# تربیت (روزنامه)
تربیت، نخستین روزنامهٔ غیردولتی ایران از تاریخ پنج‌شنبه یازدهم رجب ۱۳۱۴ ق. (۱۲۷۵ هـ. ش) تا تاریخ پنج‌شنبه ۲۹ محرّم ۱۳۲۵ ق. (۲۹ مهر ۱۲۸۶ هـ. ش) در تهران انتشار یافت و مجموعاً در ۴۳۴ شماره (۲۴۹۲ صفحه) منتشر شد. از یازدهم ذیقعدهٔ ۱۳۱۵ ق. تا پنجم جمادی‌الاولی ۱۳۱۶ ق. به‌صورت روزنامه و در بقیهٔ دوران انتشار به‌صورت هفته‌نامه منتشر می‌شد. از شمارهٔ ۱۱۱ (اول صفر ۱۳۱۶ ق) عبارت «روزنامهٔ آزاد یومیه» و از شمارهٔ ۱۳۰ (۲۶ شوال ۱۳۱۶ ق) تا آخرین شماره، عبارت «روزنامهٔ آزاد هفتگی» در سرلوحهٔ این روزنامه قید شده‌است.
محمدحسین فروغی روزنامه تربیت را به‌طریقی بسیار جذاب و با مطالبی شیوا منتشر می‌ساخت. به علت درج مقالات سودمند و مفید پیوسته مورد توجه اندیشمندان بوده و به خصوص از لحاظ نشر فارسی و زیبایی خط جای خاصی را در میان روزنامه‌های فارسی زبان به خود اختصاص داده‌بود. به‌عنوان مثال با حمایت مالی زین‌العابدین تقی‌اف، از رجال و ثروت‌مندان آذربایجانی دوره قاجار، یک صفحه به صفحات آن افزوده می‌شود (بی‌آنکه قیمتش افزوده شود) این روزنامه، نفیس، خوش‌خط و با کاغذ مرغوب بود. حتی نخستین شماره روزنامه تربیت (در هفدهم دسامبر ۱۸۹۶ میلادی و در ۴ صفحه) به قطع بزرگ به خط نستعلیق و کاغذ مرغوب منتشر شده‌بود.
در سرمقاله‌های تربیت بارها در بارهٔ اهمیت علوم و معارف در پیشرفت و ترقی ملل و اقوام سخن گفته شده و تأکید گردیده‌است که تربیت جریده‌ای علمی و ادبی و سیاسی است و هدف از نگارش آن بسط معرفت و بصیرت و رهایی از نادانی است. همچنین این روزنامه، ساده‌کردن مطالب را برای بهره‌مندی عموم از وظایف خود شمرده است.
تربیت، اخبار علمی و اجتماعی و سیاسی داخلی و خارجی و مقالات و مطالب تألیف و ترجمه شدهٔ آموزنده داشت و در مقالات گوناگون، از جمله «استعداد اهل ایران» و «استعداد علمی مردم ایران» و «استعداد صنعتی مردم ایران»، بر قابلیت‌ها و استعدادهای مردم ایران، تأکید می‌کرد و مردم را به فراگیری علوم و فنون فرا می‌خواند. شرح حال دانشمندان و هنرمندان و سیاست‌مداران، از جمله نیوتن، پاستور، گوتنبرگ، گالیله، واشینگتن، حافظ و خیام، غالباً به صورت پاورقی در شماره‌های پیاپی درج می‌شد تا زندگی‌شان سرمشق قرار گیرد.
در شماره‌های سال آخر روزنامه (اول ربیع‌الاول ۱۳۲۴ ق.. ـ ۲۹ محرّم ۱۳۲۵ ق)، که هم‌زمان با انقلاب مشروطه و اعلان مشروطیت و افتتاح مجلس شورای ملی منتشر می‌شد، اخبار و اطلاعات مهمی دربارهٔ حوادث آن ایام و مقالاتی با عنوان‌های «تحقیق در تاریخ دولت مشروطه و…»، «فواید مجلس شورای ملی»، «سلطنت مشروطه و استبدادیه» و «وظایف مجلس و حدود و حقوق آن» آمده‌است. از این جهت، تربیت سهم مهمی در آگاه‌کردن ایرانیان و آماده‌کردن آنان برای انقلاب مشروطیت داشت
محمدحسین فروغی (پدر) و محمدعلی فروغی (پسر) هر دو در اداره این روزنامه همکاری داشتند. در این نشریه، اکثر مقالات اجتماعی، فلسفی و سیاسی را محمدعلی فروغی می‌نوشت و مدیریت داخلی روزنامه هم با او بود و گاهی هم پدرش محمدحسین فروغی آن‌ها را ویرایش و راهنمایی‌های لازم را به او می‌نمود. آراء تربیتی و ترویج افکار متجددانه در روزنامه تربیت به وسیلهٔ او، اثر محسوسی در جمع روشنفکرانه زمان خود داشت. این افکار تجددخواهانه که ـبه عقیدهٔ برخی ـ گاه به شکل افراطی در ستایش از مغرب زمین و علم گرایی در آنجا به خصوص فرانسه به عنوان مهد تمدن تجلی می‌یافت، در آثاری که محمدعلی فروغی پسر محمدحسین خان که به عنوان مترجم با روزنامه همکاری می‌نمود، دنبال می‌شد.
محمد محیط طباطبائی، تربیت را شیواترین و منظم‌ترین روزنامهٔ دورهٔ مظفری می‌داند.

## تاریخچه
محمدحسین فروغی ملقب به ذکاءالملک (اول)، صاحب امتیاز و مدیر آن بود. وقتی که ناصرالدین شاه در روز جمعه ۱۷ ذیقعده ۱۳۱۳ هجری قمری به ضرب گلوله میرزا رضا کرمانی از پای درآمد، محمدحسین فروغی به فرزندش محمدعلی خان فروغی گفت که: «همین که نوبت سلطنت مظفرالدین شاه رسید، من که دست از طبیعت خود نمی‌توانستم بردارم، اولین روزنامه غیردولتی را در همین شهر طهران تأسیس کرده و مندرجات آن را مشتمل بر مطالبی قرار دادم که کم‌کم چشم و گوش مردم به منافع و مصالح خودشان باز شود. این روزنامه را تربیت نام گذاشتم.» وی پس از جلوس مظفرالدین شاه اوضاع را برای انتشار روزنامهٔ غیردولتی تا حدودی مناسب دید و امتیاز روزنامه را از وزارت انطباعات گرفت.
تربیت از منظم‌ترین روزنامه‌های دوران خود بود. روزنامه تربیت در روز پنج‌شنبه یازدهم رجب ۱۳۱۴هـ. ق. با ۱۷ دسامبر ۱۸۹۶ میلادی در چاپ‌خانه سنگی دولتی (مطعبه دولتی دارالخلافه تهران) منتشر گردید. روزنامه گاه در چهار صفحه و گاه در هشت صفحه منتشر می‌گردید.
محمدحسین فروغی پیش از سال نهم، سال پایانی تربیت، درصدد تعطیلی روزنامه برآمده بود ولی چون عده‌ای رنجیدند، منصرف شد و سال نهم را آغاز کرد که خود آن را «دورهٔ دوم تربیت» خوانده‌است. وی تربیت را در ۱۳۲۵، به دلیل نداشتن شرایط مناسب برای ادامهٔ انتشار، تعطیل کرد و در همان سال نیز درگذشت

## روزنامه آزاد
تربیت اولین روزنامه‌ای بود که خود را آزاد خطاب کرد و با انتشار نخستین شمارهٔ آن «روزنامه‌نگاری غیردولتی در درون مرزهای ایران متولد شد». انتشار ۹ سالهٔ روزنامهٔ فروغی در پاسخ به کسانی که روزنامهٔ تربیت را اسماً آزاد اما رسماً وابسته می‌دانستند، گفته که تربیت از بدو کار روزنامه‌ای آزاد بوده‌است. در عین حال، نمی‌توان گفت روزنامه‌نگاران و از جمله فروغی، آزادی کامل داشتند، زیرا در همان دوره مدیران جراید مکلف بودند روزنامه را قبل از انتشار به وزیر انطباعات یا جانشین او بدهند و روزنامه‌های آزاد که دولت یا حکام وقت در انتشار آن‌ها دخالتی نداشتند، در مضیقه و فشار بودند و بارها در زمان صدارت میرزاعلی اصغرخان امین السلطان و عبدالمجید میرزا عین الدوله توقیف شدند. محمدعلی فروغی دربارهٔ پدرش چنین روایت می‌کند: «... من هم آن وقت به درجه‌ای رسیده بودم که در کار روزنامه با من گفتگو می‌کرد. یک روز پرسید مقاله‌ای که امروز برای روزنامه نوشته‌ام خواندی؟ عرض کردم:بلی. پرسید: دانستی چه تمهید مقدمه‌ای می‌کنم؟ من در جواب تأمل کردم. فرمود: مقدمه می‌چینم برای این که به یک زبانی حالی کنم که کشور قانون لازم دارد. مقصودم این است که این حرف را به صراحت نمی‌توانست بزند و برای گفتن آن لطایف‌الحیل می‌بایستی بکار برد…»
روزنامهٔ صوراسرافیل در مقاله‌ای به مناسبت درگذشت فروغی، احتمالاً به قلم علی اکبر دهخدا، روزنامهٔ تربیت را اولین روزنامهٔ آزادی به‌شمار آورده که در اوایل سلطنت مظفرالدین شاه در پایتخت منتشر می‌شده‌است و هنر بزرگ فروغی را این دانسته که مسائلی که در دورهٔ استبداد کسی جرأت گفتن آن‌ها را نداشته، چنان می‌گفته که ایرادی به آن وارد نمی‌شده‌است و اطلاعات منتشره در تربیت و روزنامه‌خوان‌کردن مردم ایران را از خدمات آن شمرده‌است. جهانگیرخان صور اسرافیل در زمینه مهارت ارائه مطالب سیاسی محمدحسین فروغی و بیان عقاید آزادمنشانه او چنین می‌گوید: «تربیت، اول روزنامه آزادی است که در داخله ایران خصوصاً در پایتخت به چاپ رسیده‌است. خدماتی که این روزنامه به وطن ما کرده‌است علاوه بر معلومات و فوایدی که منتشر نموده یکی این است که مردم ایران از هرچه روزنامه بود آزرده خاطر بودند. تربیت به واسطه شیرینی بیان و مزایای چند که دارا بود مردم را روزنامه‌خوان کرد. دیگر اینکه اهل هوش می‌دانند که تمام مطالب گفتنی را ذکاءالملک در تربیت گفته و هنر بزرگ او همین است که چیزهایی را که در زمان استبداد کسی یارای گفتن نداشت به قدرت قلم و پرده و حجاب انشاء و ادب چنان می‌گفت که اسباب ایراد نمی‌شد و مع‌ذلک زحمت و مرارت و صدماتی که در زیاده از ده سال روزنامه‌نویسی کشید و آزار و اذیت‌هایی که از دوست و دشمن دید در چند سال آخر عمر که وقت استراحت و فراغت بود به تصور کسانی که خارج از کار بودند در نمی‌آید.»

## نوشته‌هایی از تربیت
در یکی از پاورقی‌های این روزنامه شرح حال مخترع چاپ (گوتنبرگ آلمانی) به نگارش درآمده‌است:
زیاده از چهارصد سال است که چرخ‌های چاپ حروف در اقطار اروپا و ینگی دنیا و غیرها به سرعت هوش مخترع با همت آن گوتنبرگ فراموش نشدنی در کمال پاکیزگی کار می‌کند و ما از فیض عظیم آن محروم هستیم. روی زغال‌های جنگل سیاه که نمی‌گذارند برادران با اقدام ما یک دستگاه چرخ و حروف بیاورند و به کار اندازند و ما را از ذلت چاپ سنگ و نقایص آن خلاص کنند، در صورتی‌که هیچ حرفه‌ای به این فایده و منفعت نیست.